# Bibio xeronastes
Bibio xeronastes är en tvåvingeart som beskrevs av Fitzgerald 1997. Bibio xeronastes ingår i släktet Bibio och familjen hårmyggor. Inga underarter finns listade i Catalogue of Life.